# Хайнрих XXV (Ройс-Гера)
Хайнрих XXV Ройс-Гера (на немски: Heinrich XXV Graf Reuss zu Gera; * 27 август 1681 в Гера; † 13 март 1748 в Гера) от род Ройс е граф и господар на Ройс-Гера (1735 – 1748).
Той е седмият син (от осемте сина) на граф Хайнрих IV Ройс-Гера, Кранихфелд, Шлайц, Лобенщайн (1650 – 1686) и съпругата му Анна Доротея фон Шварцбург-Зондерсхаузен (1645 – 1716), дъщеря на принц Антон Гюнтер I фон Шварцбург-Зондерхаузен (1620 – 1666) и пфалцграфиня Мария Магдалена фон Биркенфелд (1622 – 1689). Внук е на Хайнрих II Ройс-Гера-Залбург (1602 – 1670) и Катерина Елизабет фон Шварцбург-Зондерхаузен-Арнщат (1617 – 1701).
Когато по-големият му брат Хайнрих XVIII (1677 – 1735) умира на 25 ноември 1735 г. неженен и бездетен, Хайнрих го наследява на трона на графството. След смъртта на граф Хайнрих XV Ройс-Лобенщайн той става през 1739 г. най-старият на цялата фамилия Ройс младата линия.
През 1745 г. той започва да строи дворец Тинц..
Освен това той завършва оранжерията и кухненската градина, започнати от предшественика му Хайнрих XVIII.
Хайнрих XXV Ройс-Гера умира на 66 години на 13 март 1748 г. в Гера, Тюрингия и е погребан в църквата „Св. Йоханес“ в Гера.

## Фамилия
Хайнрих XXV Ройс-Гера се жени 1717 г. на 36 години в Турнау, Бавария за Юстина Елеонора София фон Гих-Турнау (* 12 декември 1698, Нюрнберг; † 1 февруари 1718, Гера), дъщеря на граф Карл Готфрид II фон Гих-Турнау (1670 – 1729) и Ева Сузана Кевенхюлер (1674 – 1714). Тя умира на 19 години при раждането на:
- син (*/† 1 февруари 1718 в Гера)

Хайнрих XXV Ройс-Гера се жени втори път на 24 август 1722 г. Зондерсхаузен за пфалцграфиня София Мария фон Биркенфелд-Гелнхаузен (* 5 април 1702; † 13 ноември 1761 в Заалбург, Хесен-Дармщат, погребана в църквата „Св. Йоханес“ в Гера), дъщеря на пфалцграф Йохан Карл фон Биркенфелд-Гелнхаузен (1638 – 1704) и морганатичен брак Естер Мария фон Витцлебен (1665 – 1725). Те имат децата:
- Хенриета Ройс-Гера (* 13 юни 1723, Гера; † 27 август 1789, Гера), омъжена на 21 ноември 1746 г. в Остерщайн при Гера за граф Фридрих Бото фон Щолберг-Росла (* 13 май 1714, Росла, Харц; † 8 март 1768, Росла)
- Каролина Ройс (*/† 14 септември 1725, Гера)
- Хайнрих XXX Ройс-Гера (* 24 април 1727, Гера; † 26 април 1802, Гера), женен на 28 октомври 1773 г. в Хунген, Гисен за Кристиана Луиза фон Биркенфелд (* 17 август 1748, Гелнхаузен; † 31 януари 1829, Гера), дъщеря на чичо му Йохан фон Пфалц-Гелнхаузен (1698 – 1780) и София Шарлота фон Залм (1719 – 1770), внучка на пфалцграф Йохан Карл фон Биркенфелд-Гелнхаузен (1638 – 1704) и Естер Мария фон Витцлебен (1665 – 1725)